# Lobsang Sangay
Lobsang Sangay, född 5 september 1968 i Darjeeling, är jurist i internationell rätt på Harvard Law School, Cambridge (Massachusetts) och tibetansk-amerikansk politiker, som bor i en förort till Boston i USA. I slutet av april 2011 valdes han som efterträdare av Lobsang Tenzin till ny premiärminister i den tibetanska exilregeringen.